# Dasychira ecscota
Dasychira ecscota är en fjärilsart som beskrevs av George Francis Hampson 1905. Dasychira ecscota ingår i släktet Dasychira och familjen tofsspinnare. Inga underarter finns listade i Catalogue of Life.